# Eutrepsia separata
Eutrepsia separata är en fjärilsart som beskrevs av Max Joseph Bastelberger 1907. Eutrepsia separata ingår i släktet Eutrepsia och familjen mätare. Inga underarter finns listade i Catalogue of Life.